# Zdeslav (hrvaški knez)
Zdeslav, Sedeslav ali Zdeslav Trpimirović (v virih tudi kot Sedesclav(us)), knez med Slovani v notranji Dalmaciji (kasnejši Hrvaški) in obenem  bizantinski vazal, * ?, † 879.  

## Življenje
Zdeslav je bil eden od sinov kneza Trpimirja,  brat Petra in Muncimira Trpimirovića. Ob koncu Trpimirjevega življenja je v njegovi kneževini prišlo do cerkvenega in  političnega razkola, ki ga je povzročilo vprašanje izbire med bizantinskim in rimsko-oglejskim bogoslužjem. Oblikovali sta se dve stranki: bizantinsko stranko so vodili Trpimirovići, papežu naklonjeno ljudsko stranko pa Domagoj, ki mu je leta 864 uspelo spodriniti Trpimiroviće in zavzeti knežji prestol. Zdeslav je nekaj časa živel v Carigradu, potem pa mu je v zmedi, ki je sledila po Domagojevi smrti, Bizanc pomagal priti na oblast. Že leta 879 ga je ubil Branimir.

## Zdeslavova vladavina
Zdeslav je na prestol prišel kot bizantinski kandidat in je s seboj iz Carigrada pripeljal pravoslavne duhovnike. Z njegovim prevzemom oblasti se je kot kaže spremenila nadoblast nad kneževino in sicer se je namesto nemško-frankovske vzpostavila bizantinska prevlada. Bizantinski cesar Vasilij I. je odnose med dalmatinskimi obmorskimi mesti in slovanskim zaledjem uredil tako, da so mesta kneževini plačevala neko dajatev. Zdeslavova oblast pa je bila kratkotrajna- že  leta 879 ga je po nekaj mesecih vladavine v zaroti ubil Branimir in prevzel oblast v kneževini. 